# Борушевський Олександр Станіславович
Олекса́ндр Станісла́вович Боруше́вський (нар. 6 квітня 1984, м. Житомир, Українська РСР — пом. 1 липня 2016, Україна) — старший сержант Збройних сил України, командир відділення 15-го окремого мотопіхотного батальйону, учасник російсько-української війни, позивний «Поляк».

## Життєпис
Народився 1984 року в Житомирі. Ще коли був маленьким, з батьками переїхав до міста Чуднів. З 1990 по 2001 навчався в Чуднівській школі № 2. Закінчив Житомирське Вище професійне училище № 17 за фахом зв'язківця.
Проходив строкову військову службу в Черкаській області. Надалі вступив на військову службу за контрактом, служив у чуднівській військовій частині. Загалом протягом 11 років (з перервами) віддав армійській службі. У липні 2015 переведений до сумської військової частини.
Старший сержант, командир відділення 15-го окремого мотопіхотного батальйону «Суми» 58-ї окремої мотопіхотної бригади, в/ч польова пошта В2260. З 10 липня 2015 виконував завдання на території проведення антитерористичної операції на сході України.
Дістав важкі поранення у живіт і груди від розриву міни, прикривши собою кількох побратимів, під час обстрілу бойових позицій поблизу смт Верхньоторецьке Ясинуватського району Донецької області. Був евакуйований до шпиталю, але поранення виявились несумісними з життям, помер 1 липня 2016 в операційній.
3 липня похований на міському кладовищі Чуднова.
По смерті залишилися батьки, двоє братів, дружина Оксана та півторарічна донька Олександра.

## Нагороди та відзнаки
- Орден «За мужність» ІІІ ст., — «за особисту мужність, виявлену у захисті державного суверенітету та територіальної цілісності України, самовіддане виконання військового обов'язку» (27.02.2017, посмертно)[6].
- Відзнака Начальника Генерального Штабу — Нагрудний знак «Учасник АТО».
- Нагрудний знак 15-го ОМПБ.

## Вшанування пам'яті
28 грудня 2017 в Чуднові на стіні Чуднівської ЗОШ № 2 відкрили меморіальну дошку загиблому випускникові Олександру Борушевському.